# Agate (cràter)
Agate és un cràter sobre la superfície de (2867) Šteins, situat amb el sistema de coordenades planetocèntriques 57.6 ° de latitud nord i 1.8 ° de longitud est. Fa un diàmetre de 0.5 km. El nom va ser fet oficial per la UAI el nou de maig de 2012 i fa referència a l'àgata, una varietat compacta i fibrosa de quars.